# Lasource-Durand House
La Lasource-Durand House est une maison américaine à Sainte-Geneviève, dans le comté de Sainte-Geneviève, au Missouri. Construite vers 1807, elle est protégée au sein du Ste. Geneviève National Historical Park depuis sa création en 2020.